# Rokland
Rokland – islandzki komediodramat z 2011 roku w reżyserii Marteinna Pórssona na podstawie powieści Hallgrímura Helgasona. Film był nominowany do nagrody Edda w 3 kategoriach i wygrał ją w 2 kategoriach.

## Zarys fabuły
Film przedstawia nienawidzącego establishmentu buntownika Böðvara (Böddiego) Steingrímssona, mieszkającego w małej miejscowości Krókur z nadopiekuńczą matką, do której powrócił po dziesięciu latach studiów spędzonych w Niemczech. Oczekując na wydanie książki, która miałaby wskazywać związki między filozofią Nietzschego a postacią Grettira Ásmundarsona, doświadcza podobnych losów jak opisywany w jego książce islandzki banita. Steingrímsson jest przedstawiony jako leniwy i nadpobudliwy przedstawiciel pokolenia X, jednak pod wpływem wydarzeń, w trakcie których m.in. zabija brata, staje się osobą zamierzającą wywołać rewolucję i przywrócić świat wartości opisywany w islandzkich sagach. Jednocześnie wplątany jest w trójkąt miłosny i walkę z miejscowym biznesmenem. Tok wydarzeń prowadzi do jego coraz większego szaleństwa i fiaska w przywracaniu dawnego porządku.

## Böddi jako zbuntowany fantasta
Böðvar Steingrímsson ukazany jest w filmie jako osoba próbująca obsesyjnie promować opisywanego przez siebie bohatera. Nienawidząc współczesnej kultury popularnej, która jest powierzchowna i błaha, żyje w świecie wyobrażeń. Błądząc między rzeczywistością a wyobrażonym światem fantasy, dostrzega wokół siebie coraz więcej antagonistów. Gdy jego matka umiera przed telewizorem, oskarża o tę śmierć właśnie telewizję. Porywczość Böddiego podobna jest do tego, jak charakteryzowany w sagach był Grettir Ásmundarson. Niepowodzenie „rewolucji” Böddiego w filmie jest ukazane bardziej tragikomicznie niż w książce – w części końcowej atakuje on szpital położniczy, gdzie jego ukochana Lára chce dokonać aborcji, a nie establishmentową telewizję. Ponadto trudniejsza jest do zrozumienia jego metamorfoza pod wpływem ciągu wydarzeń. Ponieważ widzowie spoza Islandii, nieznający kultury tego kraju, mogliby mieć problemy ze zrozumieniem niektórych wątków, przygotowano dla nich skróconą i przemontowaną wersję filmu.

## Obsada
- Ólafur Darri Ólafsson jako Böðvar Steingrímsson (Böddi)
- Hilmir Snær Guðnason jako Árni Valur
- Steinn Ármann Magnússon jako Manni Volgu
- Þórhallur Sigurðsson jako Keli
- Elma Gunnarsdóttir jako Dagga
- Víkingur Kristjánsson jako Einar Alberts
- Jóhann Sigurðarson jako Albert
- Lára Jónsdóttir jako Lára María

Źródła: